# 세레소 (웨딩피치)
세레소(한국명:피치 엄마)는 애천사전설 웨딩피치의 등장인물이다. 이 애니메이션에서 목소리를 연기한 성우는 일본은 스즈카 치하루, 한국판은 최문자(SBS), 이미자,오혜숙,윤여진이다.

## 개요
머리는 분홍색. 45회에서 등장. 딸인 피치를 보러 온 장본인.

## 작중행적
하나사키 쇼이치로와 결혼을 했고, 딸인 피치가 태어난다. 하나사키 쇼이치로와 결혼을 하다가 반지를 피치에게 맡기고 하나사키 쇼이치로와 둘이 잘 살으라고 나갔다. 하나사키 쇼이치로가 피치에게 그 비밀이 알려져서는 안 된다고 생각했기 때문에 속이고 있었다. 피치를 보러 오게 된다.